# Nikita Bekov
Pas d'image ? Cliquez ici

a Compétitions nationales et continentales officielles uniquement.

b Matchs officiels uniquement.
Dernière mise à jour le 17/01/2024.
Nikita Bekov (en ukrainien : Микита Беков, et en russe : Никита Беков), né le 4 mars 1996 à Kiev, est un joueur  international russe de rugby à XV, de nationalité civile franco-ukrainienne, qui évolue au poste de deuxième ligne. 

## Biographie
Nikita Bekov naît à Kiev d'un père russe et d'une mère ukrainienne. Enfant il grandit dans les deux pays de ses parents, et arrive en France à l'âge de 7 ans. Là il débute le rugby au sein du RC Vincennes. En 2011, alors en catégorie cadets, il rejoint le RC Massy. Il y reste jusqu'en espoirs, avant de rejoindre le RC Suresnes en Fédérale 1.
Encore espoir à Massy, il débute en sélection internationale avec la Russie, à l'occasion de la Coupe des Nations à Hong Kong (en). En club, après une saison riche en temps de jeu à Suresnes, il retourne dans son club formateur, le RC Massy. Malgré un faible temps de jeu, il retrouve la sélection russe en 2020. Mais la pandémie de Covid-19 interrompt le championnat d'Europe alors qu'il devait affronter la Géorgie,. Il décroche sa deuxième sélection en juillet 2021, à l'occasion d'un déplacement au Portugal.
À l'intersaison 2021, il quitte pour la première fois la région parisienne pour rejoindre Blagnac rugby. En 2022, il se retrouve pris au cœur de l'invasion de l'Ukraine par la Russie en 2022 de par ses origines. Une partie de sa famille maternelle vit toujours en Ukraine, autour de Kiev et Poltava, tandis que son père vit à proximité de Rostov-sur-le-Don en Russie. Sportivement, il faisait partie du groupe russe qui devait aller défier la Géorgie, mais dont le match fut annulé par Rugby Europe,. 

## Statistiques

### En sélection
| Année | Compétition            | Matchs | Points | Essais | Transf. | Drops | Pénal. |
| ----- | ---------------------- | ------ | ------ | ------ | ------- | ----- | ------ |
| 2017  | Coupe des Nations (en) | 1      | -      | -      | -       | -     | -      |
| 2021  | REC                    | 1      | -      | -      | -       | -     | -      |
| 2022  | REC                    | 2      | -      | -      | -       | -     | -      |
| Total | Total                  | 4      | -      | -      | -       | -     | -      |